# Демидов, Михаил Денисович
Михаи́л Дени́сович Деми́дов (1842—1898) — олонецкий губернатор, тайный советник (1896).

## Биография
Из рода известных русских промышленников. Родился в многочисленной (8 сыновей и 6 дочерей) семье полковника Дениса Алексеевича Демидова (1813—1876) и его первой супруги Марии Фёдоровны, урождённой Миркович (1819—1854). Правнук Петра Григорьевича Демидова, внук генерал-лейтенанта Фёдора Яковлевича Мирковича.
После окончания Санкт-Петербургского университета поступил 31 июля 1862 года на службу в штат канцелярии Псковского губернатора. В следующем году был назначен исполнять должность младшего помощника правителя этой канцелярии, затем перемещён в штат Псковской палаты государственных имуществ, где вскоре он был определен чиновником особых поручений. В 1864 году назначен членом от правительства в мировых съездах: Ржевском, Роненбургском и Данковском.
В 1866 году был назначен чиновником особых поручений при Рязанском губернаторе, с поручением заведовать неофициальной частью Губернских ведомостей, затем секретарем Рязанского губернского статистического комитета. В 1867 году пожалован в звание камер-юнкера. В 1873 году назначен советником Московского губернского правления; в 1875 году — третьим помощником главного смотрителя странноприимного дома графа Шереметева в Москве. В 1877 году стал председателем комиссии для разбора и уничтожения архивных дел губернского правления.
В 1879 году был пожалован придворным званием камергера. В 1880 году причислен к министерству внутренних дел и определён смотрителем Московского вдовьего дома. В 1882 году назначен вице-губернатором Рязанской губернии. В 1888 году перемещён на ту же должность в Санкт-Петербургскую губернию. В следующем году назначен председателем комиссии для проверки больниц, подведомственных уездным земским управам.
В 1892 году, 30 июля, был назначен на должность губернатора Олонецкой губернии. С именем Демидова связано завершение крайне затянувшейся в губернии судебной реформы: открытие в Петрозаводске окружного суда (1894) и введение в нём института присяжных заседателей. В условиях проведения в стране земской контрреформы 1890 г. Демидов стремился оказывать поддержку земским учреждениям. При его содействии губернское земство совместно с дирекцией народных училищ разработали план введения в крае всеобщего начального образования. В 1895 году в Петрозаводске была проведена не имевшая прецедентов в России выставка, пропагандировавшая достижения местных земских учреждений в сфере народного образования. В том же году часть её экспонатов демонстрировалась на Всероссийской сельскохозяйственной выставке в Москве. В 1897 году Демидов подал в правительство ходатайство о разрешении издавать при неофициальной части «Олонецких губернских ведомостей» еженедельную земскую газету. Добивался отмены запрета на продажу лесоматериалов с крестьянских земельных наделов в северных губерниях. Проделал значительную работу по организации и проведению в губернии первой всеобщей переписи населения Российской империи. Избирался почётным мировым судьей по Каргопольскому и Повенецкому уездам.
14 мая 1896 года был произведён в тайные советники.
Олонецкое губернское земское собрание в январе 1898 года постановило ознаменовать юбилей губернатора — 35-летие государственной службы, — «во все время своего управления Олонецкой губернией проявлявшего глубокую любовь, внимание и заботы к интересам губернии вообще и земства в частности», учреждением 7 земских стипендий в учебных заведениях Петрозаводска.
17 сентября 1898 года М. Д. Демидов выехал из Петербурга в Петрозаводск, но болезнь, крупозное воспаление легких, заставила его высадиться с парохода в Шлиссельбурге; 25 сентября он скончался. Похороны состоялись 28 сентября 1898 года в Санкт-Петербурге, на Тихвинском кладбище Александро-Невской лавры. Погребён он был недалеко от могилы П. И. Чайковского.
В Петрозаводской гимназии в 1901 году была учреждена стипендия имени М. Д. Демидова. Капитал в 1000 руб., на проценты с которого выдавалась стипендия, пожертвовал потомственный почетный гражданин города М. Н. Пикин — один из главных деятелей при строительстве гимназической церкви Александра Невского, на освящении которой в 1896 году присутствовал губернатор М. Д. Демидов.

## Награды
М. Д. Демидов был награждён многочисленными орденами: св. Анны 1-й (1 января 1892), 2-й (29 июля 1876) и 3-й (10 июля 1870) степеней; св. Станислава 1-й (1 января 1889) и 2-й (10 июля 1873) степеней и св. Владимира 3-й (1 января 1883) и 4-й (30 августа 1879) степеней. Он имел темно-бронзовую медаль на Александровской ленте в память священного коронования государя императора (10 марта 1884) и золотую медаль в память окончания и освящения храма Христа Спасителя (30 июля 1883). Был М. Д. Демидов и кавалером иностранных орденов: болгарского св. Александра 3-й степени (1883), черногорского князя Даниила 1-й и 2-й степеней (1885) и сербского Такова 2-й степени (1893).

## Семья
Жена — Прасковья Николаевна Болдырева (12.07.1851—13.10.1898), дочь губернатора Николая Аркадьевича Болдарева от его брака с графиней Анной Александровной Гендриковой. Крещена была 16 июля 1851 года в придворной Петропавловской церкви в Петергофе, крестница императрицы Александры Фёдоровны и цесаревича Александра Николаевича. Прасковья Николаевна занималась благотворительностью, состояла председательницей Петрозаводского благотворительного общества. Возвращаясь в Петрозаводск с похорон супруга, она в дороге простудилась и 13 октября умерла от крупозного воспаления легких.
- Мария (6 августа 1868 года — ?) — умерла после революции в России. Была замужем за Борисом Кормилицыным;
- Николай (30 сентября 1871 года — 1957) — после революции эмигрировал в Финляндию, потом перебрался в Алжир. Является продолжателем рода Демидовых: его внук Михаил Николаевич (род. 1944) — геолог, работает в Монреальском университете; внуки Дмитрий (род. 1932), Павел и Алексис (близнецы, род. 1936) Дмитриевичи — живут во Франции[3].
- Александра (12 июля 1877 года— ?)
- Дмитрий (3 июня 1884 года — 4 июля 1901) — был воспитанником IV класса Александровского лицея.